# Chiesa dei Santi Gervasio e Protasio (Polesine Zibello)
La chiesa dei Santi Gervasio e Protasio, nota anche come chiesa dei Santi Gervaso e Protaso, è un luogo di culto cattolico dalle forme tardo gotiche situato in piazza Camillo Benso di Cavour a Zibello, nel comune di Polesine Zibello in provincia di Parma e diocesi di Fidenza; è sede di una parrocchia compresa nel vicariato della Bassa Parmense.
È considerata uno dei più significativi edifici in stile gotico-lombardo della zona.

## Storia
In seguito alla fondazione del marchesato di Zibello, Gianfrancesco I Pallavicino, primo signore del piccolo stato, prima della sua morte espresse il desiderio che fosse portata a compimento la costruzione del convento dei Domenicani, da lui iniziata nel 1494, e che fosse anche innalzata una chiesa nel paese che fungesse da cappella gentilizia di famiglia; fu tuttavia solo verso la metà del XVI secolo che fu avviato il cantiere della chiesa, per iniziativa del marchese Uberto Pallavicino, prima che fosse costretto a cedere il marchesato ai Rangoni.
I lavori si conclusero intorno al 1580, ma la chiesa fu consacrata solo nel 1620; innalzata a parrocchia, assunse le funzioni della chiesetta della Beata Vergine delle Grazie, fino ad allora dedicata ai santi Gervasio e Protasio, che divenne sussidiaria della chiesa del paese.
Nel 1673 fu costruita la canonica addossata alla chiesa, mentre la torre campanaria fu innalzata nel 1677, per volere del parroco don Gardini.
La canonica fu modificata e ampliata intorno alla metà del XX secolo.

## Descrizione

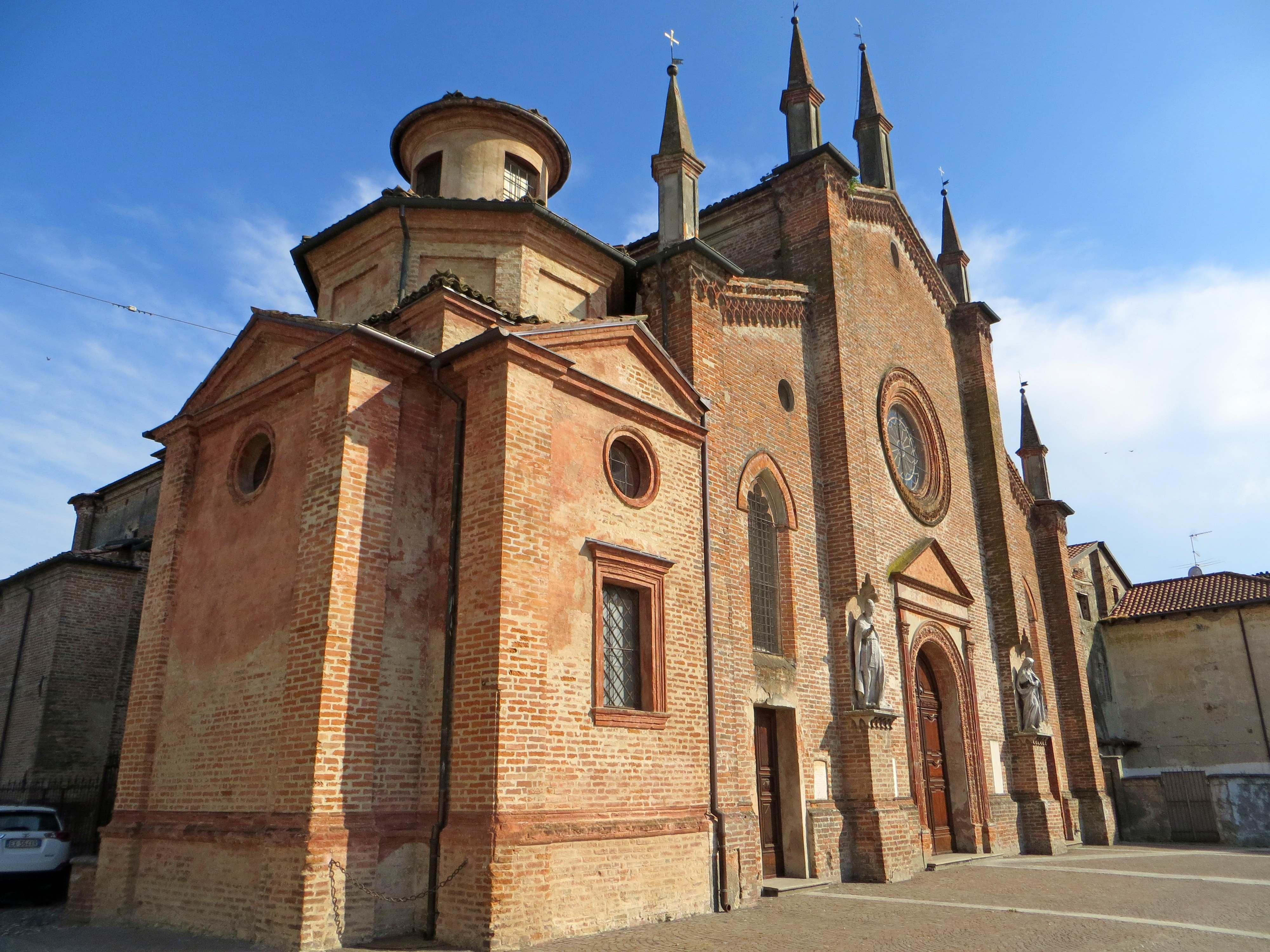
Facciata e cappella del battistero

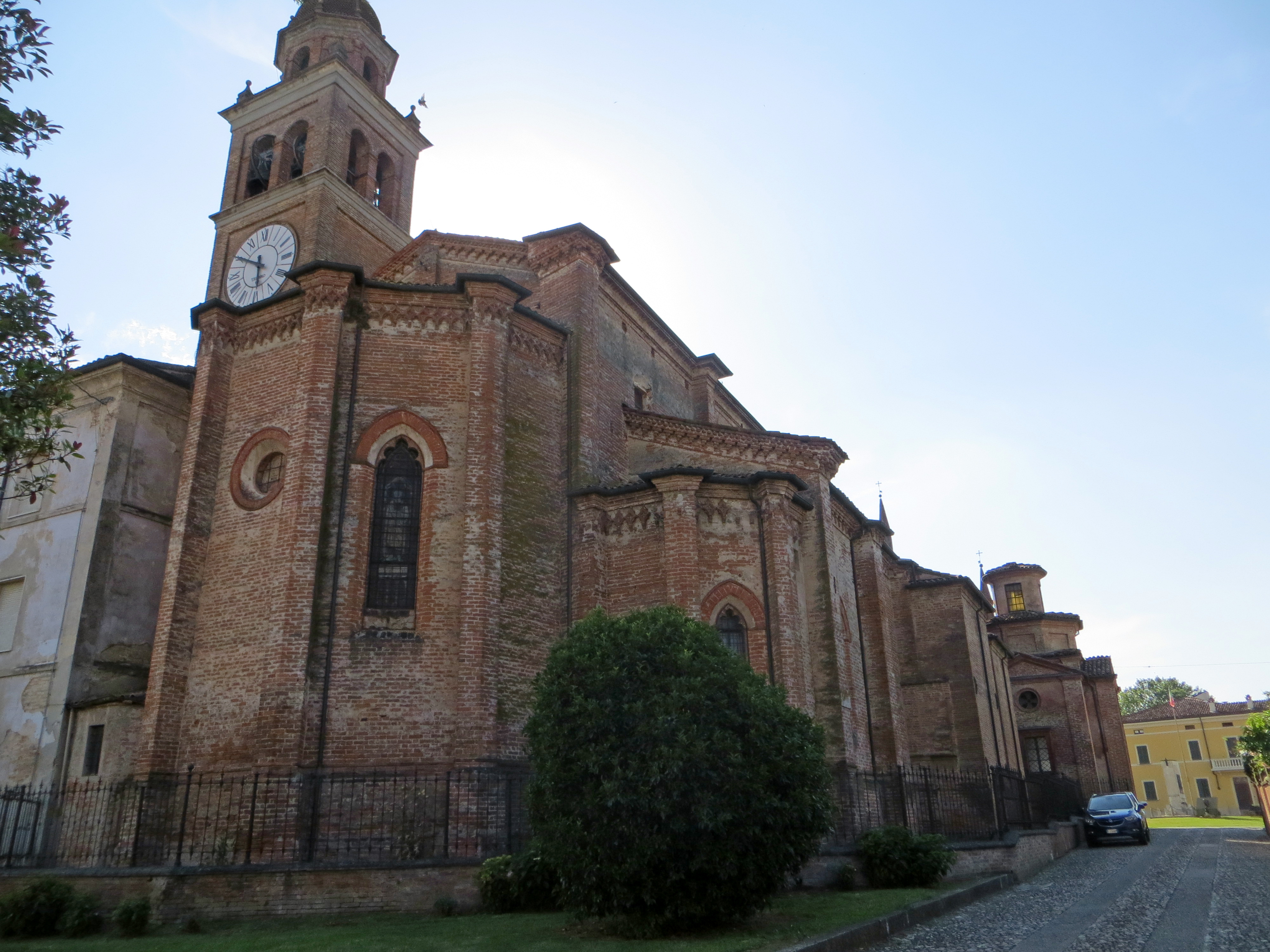
Abside e lato nord

L'imponente chiesa si sviluppa su una pianta a tre navate, con tre cappelle nella zona absidale ed un battistero a lato dell'ingresso.
La simmetrica facciata a salienti, realizzata in mattoni rossi in stile gotico-lombardo, è scandita in tre parti da contrafforti sormontati da alti pinnacoli; a coronamento corre un elegante motivo ad archetti intrecciati; al centro si apre un grande rosone incorniciato da formelle in terracotta realizzate da Jacopo de Stavolis intorno al 1484, riprese anche nel timpano e nelle lesene che inquadrano l'ampio portale principale ad arco, oltre che nelle alte monofore con archi a sesto acuto collocate in corrispondenza degli ingressi laterali. I contrafforti a lato dell'acceso centrale presentano due nicchie ricavate nel XIX secolo per accogliere le statue seicentesche di san Pio V e santa Rosa, fino ad allora posizionate nella chiesa che un tempo sorgeva all'interno del convento dei Domenicani.
Sul lato sinistro della facciata si innalza il battistero, dai tratti rinascimentali, su cui si eleva una cupola ottagonale con cupolino sovrastante. Lungo il fianco sinistro prosegue a coronamento il motivo decorativo ad archetti intrecciati della facciata, ripreso anche nella pregevole zona absidale, a forma poligonale con contrafforti, ove si aprono altre notevoli monofore gotiche, analoghe a quelle presenti sul prospetto principale; sull'altro lato, chiuso all'interno della canonica, si innalza il campanile seicentesco.

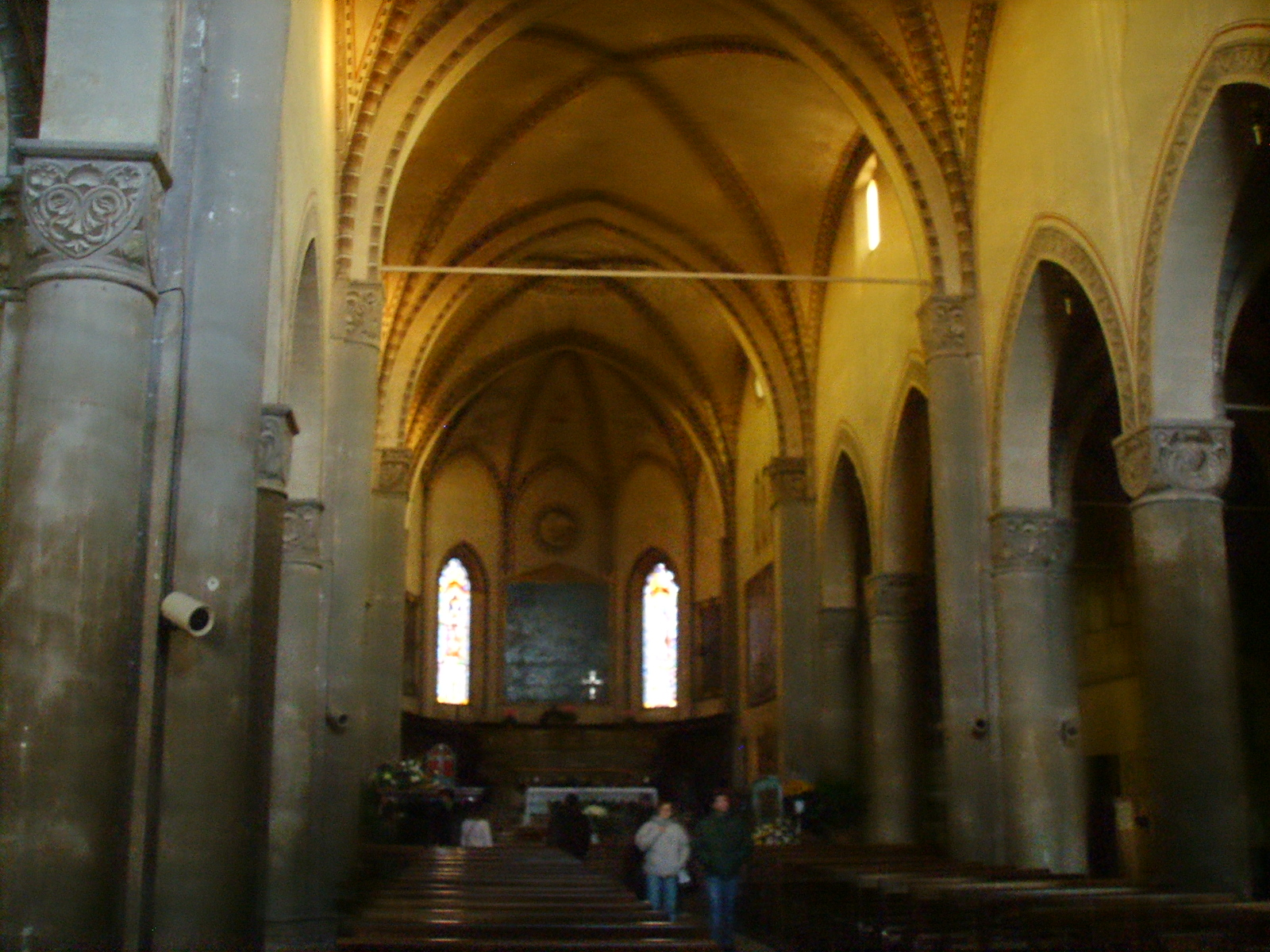
Navata centrale

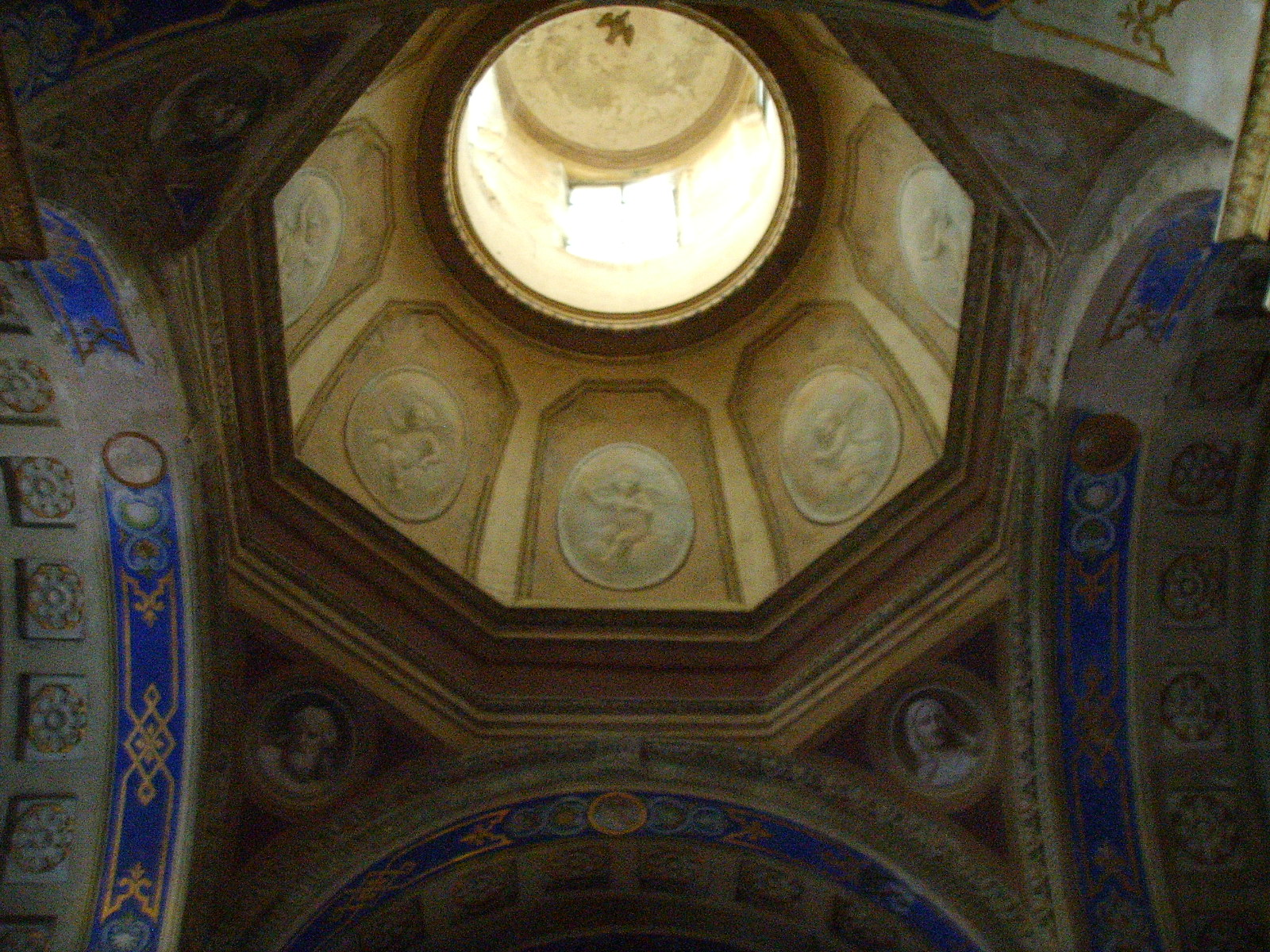
Cupola del battistero

All'interno le tre navate sono suddivise da un alto colonnato, i cui capitelli decorati sostengono eleganti archi a sesto acuto, la cui solennità è accentuata dai motivi ornamentali che li incorniciano e dalle alte volte a crociera con costoloni dei soffitti, ripetute nelle stesse forme anche nelle più basse navate laterali.
A sinistra si apre il battistero, coperto da una cupola ottagonale con cupolino, che presenta decorazioni ottocentesche realizzate dallo scenografo fidentino Girolamo Magnani.
Nella zona absidale sono presenti tre cappelle; fra esse risultano di pregio quella del Crocifisso, a destra, e soprattutto quella dedicata a san Carlo, a sinistra, realizzate su disegno dell'architetto Pier Luigi Montecchini e anch'esse decorate da Girolamo Magnani nel 1859; la cappella sinistra ospita una particolare reliquia del santo patrono del paese, costituita da un lembo della veste da lui indossata il giorno in cui si salvò straordinariamente da un attentato; la cappella del Sacro Cuore fu invece decorata nel XX secolo dal pittore Giuseppe Moroni, che realizzò anche le vetrate della zona absidale. Il coro ligneo fu eseguito nel 1685 da Vincenzo Biazzi.
La chiesa conserva una preziosa tela settecentesca, raffigurante Maria Immacolata, Maria Maddalena, santa Caterina d'Alessandria e vari santi domenicani; dipinta dall'artista austriaco Ignaz Stern nel 1723, è collocata a sinistra dell'altare maggiore.